# Culicoides poperonghensis
Culicoides poperonghensis är en tvåvingeart som beskrevs av Maurice Emile Marie Goetghebuer 1953. Culicoides poperonghensis ingår i släktet Culicoides och familjen svidknott. Inga underarter finns listade i Catalogue of Life.